# William Balée

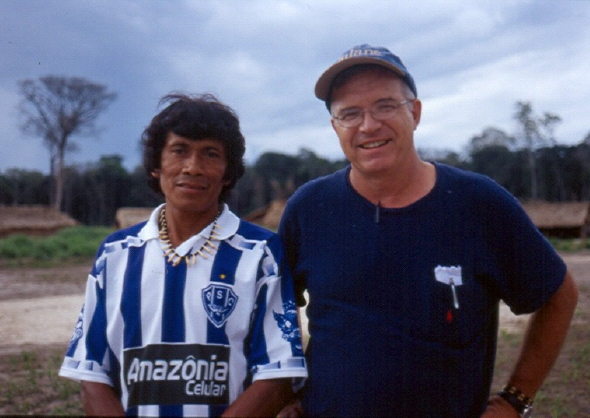
(D) William Balée, Professor de Antropologia na Universidade de Tulane, com (E) consultor indígena sobre a transformação da paisagem no Brasil

William Balée (Fort Lauderdale, 1954) é professor de antropologia e estudos ambientais na Universidade de Tulane em Nova Orleães, Luisiana.
Graduado em antropologia pela Universidade da Flórida (1975), em Gainesville, obteve o título de mestre (1979) e doutor (1980) em antropologia pela Universidade Columbia, em Nova Iorque, com suas pesquisas direcionadas para a teoria antropológica e a etnologia indígena brasileira entre os Urubu-Kaapor
Após a obtenção do título de doutor, Balée continuou seus trabalhos entre os Urubu-Kaapor, através do Jardim Botânico de Nova Iorque, entre 1984 e 1988, coletando plantas para um projeto de etnobotânica financiada pela Noble Grant. Posteriormente, entre 1988 e 1991, seus trabalhos etnobotânicos prosseguiram através do Museu Paraense Emílio Goeldi. Com esses dois últimos projetos, ele obteve o título de Pós-Doutor.
Além dos Urubu-Kaapor, Balée prossegue com seus trabalhos na amazônia brasileira e boliviana, entre outros grupos indígenas como o os Tembés, Asurini do Xingu e Araweté, no Pará, os Guajás no Maranhão e os Sirionó na Bolívia, todos falantes da família língüística Tupi-Guarani.
No entanto, seus trabalhos tiveram um grande impacto dentro dos estudos da Ecologia histórica, o qual ele pode contribuir com os aspectos teóricos e dados relativos à adaptação dos ameríndios na amazônia.

## Principais trabalhos publicados
- Balée, William 1994 Footprints of the Forest: Ka’apor Ethnobotany—the Historical Ecology of Plant Utilization by an Amazonian People. New York: Columbia University Press.
- Balée, William (editor) 1998 Advances in Historical Ecology. Historical Ecology Series, New York: Columbia University Press.
- Balée, William (editor) 1989 Nomenclatural patterns in Ka'apor ethnobotany (Journal of Ethnobiology).
- Balée, William ; Erickson, Clark L. 2006 Time and Complexity in Historical Ecology: Studies in the Neotropical Lowlands. New York: Columbia University Press.
- Posey, Darrel A. (Org.) ; Balée, William. (Org.) 1989 Resource Management in Amazonia: Indigenous and Folk Strategies. Advances in Economic Botany. Bronx, New York: New York Botanical Garden, v. 1.